# Lijst van voetbalinterlands Canada - Schotland
Deze lijst van voetbalinterlands is een overzicht van alle officiële voetbalwedstrijden tussen de nationale teams van Canada en Schotland. De landen speelden tot op heden zes keer tegen elkaar. De eerste ontmoeting, een vriendschappelijke wedstrijd, werd gespeeld in Vancouver op 12 juni 1983. Het laatste duel, eveneens een vriendschappelijke wedstrijd, vond plaats op 22 maart 2017 in Edinburgh.

## Wedstrijden
| № | Plaats    | Datum           | Competitie        | Wedstrijd          | Uitslag |
| - | --------- | --------------- | ----------------- | ------------------ | ------- |
| 1 | Vancouver | 12 juni 1983    | Vriendschappelijk | Canada – Schotland | 0 – 2   |
| 2 | Edmonton  | 16 juni 1983    | Vriendschappelijk | Canada – Schotland | 0 – 3   |
| 3 | Toronto   | 19 juni 1983    | Vriendschappelijk | Canada – Schotland | 0 – 2   |
| 4 | Toronto   | 20 mei 1992     | Vriendschappelijk | Canada – Schotland | 1 – 3   |
| 5 | Edinburgh | 15 oktober 2002 | Vriendschappelijk | Schotland – Canada | 3 – 1   |
| 6 | Edinburgh | 22 maart 2017   | Vriendschappelijk | Schotland – Canada | 1 – 1   |

## Samenvatting
| Competitie        | Totaal gespeeld | Winst Canada | Gelijk | Winst Schotland | Doelsaldo Canada – Schotland |
| ----------------- | --------------- | ------------ | ------ | --------------- | ---------------------------- |
| Vriendschappelijk | 6               | 0            | 1      | 5               | 3 − 14                       |
| Totaal            | 6               | 0            | 1      | 5               | 3 − 14                       |

Wedstrijden bepaald door strafschoppen worden, in lijn met de FIFA, als een gelijkspel gerekend.

## Details

### Vierde ontmoeting
| Vriendschappelijk (Toronto, Canada, 20 mei 1992): |       |                                                                |
| Canada                                            | 1 – 3 | Schotland                                                      |
| John Catliff 43'                                  | goals | 23' (pen.) Gary McAllister 68' Ally McCoist 88' Maurice Malpas |

### Zesde ontmoeting
| Vriendschappelijk (Edinburgh, Schotland, 22 maart 2017): |       |                 |
| Schotland                                                | 1 – 1 | Canada          |
| Steven Naismith 35'                                      | goals | 11' Fraser Aird |
| - Debuut van Tom Cairney (Fulham FC) voor Schotland.     |       |                 |